# Ruapehu
Der Mount Ruapehu ist mit 2797 m der höchste Vulkan Neuseelands und der höchste Punkt der Nordinsel. Er steht im Volcanic Plateau der Insel und ist Teil des Tongariro-Nationalparks.
An den Hängen des Ruapehu befinden sich sieben kleine Gletscher. Sein Krater birgt einen Kratersee, dessen Inhalt im März 2007 als Schlammlawine (Lahar) ins Tal abging.

## Vulkanische Aktivität
Der Ruapehu ist von den drei benachbarten Vulkanen des Nationalparks (Ngauruhoe, Tongariro) derjenige mit der größten Aktivität der jüngeren Zeit. Die schlimmsten Auswirkungen hatte dabei eine Schlammlawine am 24. Dezember 1953, bei der eine Eisenbahnbrücke einstürzte, als ein Zug sie überquerte. 151 Menschen fanden bei dem Tangiwai-Eisenbahnunglück den Tod.
Größere Eruptionen fanden 1895, 1945, 1969, 1971, 1975, 1988, im September 1995 und im Juni 1996 statt. Obwohl es sich nach Schätzungen bei diesen Ausbrüchen um die heftigsten seit der Besiedlung Neuseelands durch Europäer handelte, wurde niemand verletzt.
Die jüngste Eruption fand am 25. September 2007 statt: Sie begann ohne jede Vorwarnung und wurde von einem siebenminütigen Erdbeben begleitet. Die Eruptionssäule aus Gasen und Asche erreichte eine Höhe von 5000 Metern. Das zu diesem Zeitpunkt aktive Skigebiet und zahlreiche Unterkünfte mussten akut geräumt werden. Ein Bergwanderer wurde schwer verletzt, als ein Felsbrocken durch das Dach einer Schutzhütte schlug.

## Skigebiete
An den Hängen des Ruapehu befinden sich drei der vier neuseeländischen Skigebiete auf der Nordinsel.
- Whakapapa Skifield (16 Lifte). Dieses wurde ab dem Jahr 1952 von dem Schweizer Walter Haensli im Auftrag der Neuseeländischen Regierung errichtet.[2]
- Turoa Skifield (11 Lifte)
- Tukino Skifield (2 Seilzüge)

Der Berg ist von Ohakune über die am Mangawhero River entlang führende Ohakune Mountain Road zu erreichen, die am Fuße des Turoa Skifield in 1600 m Höhe endet.

## Sonstiges
Am 18. März 2007 barst nach tagelangen heftigen Regenfällen der Rand des Vulkankratersees, wobei sich eine Flutwelle mit tausenden Tonnen Wasser, Schlamm und Geröll löste. Die Wassermassen stürzten aus 2500 Metern Höhe ins Tal des Flusses Whangaehu und vorbei am Dorf Tangiwai. Die bis zu vier Meter hohen Wellen rissen zahlreiche Bäume um. Die Behörden hatten bereits im Vorfeld Straßen und die naheliegende Eisenbahnlinie gesperrt. Nach Berichten kamen keine Menschen zu Schaden. Lediglich das Denkmal für die Opfer des Eisenbahnunglücks von 1953 wurde dabei beschädigt, das damals auch durch eine solche Flutwelle ausgelöst worden war.
Der Ruapehu war im dritten Teil der Verfilmung des Romans Herrn der Ringe von J. R. R. Tolkien Schauplatz für das Romanland Mordor.